# Stressimpfungstraining
Das Stressimpfungstraining (engl. Stress Inoculation Training) wurde von Donald Meichenbaum 1979, 1985 veröffentlicht und liegt seit 1991 in Deutschland vor. Es ist ein Verfahren zur Bewältigung von Stresssituationen. Es dient dazu, Personen Strategien zur Stressbewältigung in aktuellen Situationen beizubringen. Der Erwerb der Strategien geschieht präventiv, das heißt, die Strategien zur Stressreduktion werden bereits vor dem stressenden Ereignis vermittelt. Das kognitiv-verhaltenstherapeutische Vorgehen Meichenbaums ähnelt insgesamt dem Vorgehen von Aaron T. Beck und Albert Ellis, jedoch wird bei Meichenbaum stärker auf die Erarbeitung und das Training förderlicher Kognitionen fokussiert. Das Stressimpfungstraining sei von Novaco (1979) in die Therapie von Ärger integriert worden.

## Vorgehen
Für das Vorgehen werden drei aufeinanderfolgende Phasen beschrieben:

### Informationsphase
In der Informationsphase werden die Probleme des Klienten analysiert. Dabei wird ein für den Klienten plausibles Modell zur Entstehung des Stresses erstellt. Zudem wird die Struktur des Therapieprozesses bestimmt.
Ziel der Informationsphase ist es, dem Klienten ein klares Verständnis für die Entstehung und Aufrechterhaltung von Stressreaktionen, seiner Ängste, Ärger, Probleme usw. zu vermitteln.
Zu Beginn der Therapie erfolgt die Psychoedukation, an deren Ende der Patient das prinzipielle Modell verstanden haben soll, dass nicht die Ereignisse selbst Stress hervorrufen, sondern die Art, wie die Ereignisse wahrgenommen werden. Den Klienten wird deutlich gemacht, dass sie die Ereignisse anders wahrnehmen und mit ihnen so umgehen können, dass sie weniger Stress auslösen.
Der eigentliche Beginn des Stressimpfungstrainings ist eine detaillierte Problemanalyse, bei der erfasst wird, welche Gedanken der Person in kritischen und belastenden Situationen durch den Kopf gehen. Dabei wird in der Regel auf geläufige Stressreaktionen der Person zurückgegriffen, damit sich der Patient lebhaft eine Situation vorstellen und sich in die dabei ablaufenden Selbstverbalisierungen hineinversetzen kann. Wichtig ist, dass dem Klienten ein plausibles Modell zur Entstehung seiner Stressreaktionen vermittelt wird, wobei er verstehen soll, wie seine Gedanken zum Aufschaukeln von Stress und negativen Emotionen beitragen. Ziel der Informationsphase ist, den Klienten für Hinweisreize von aufkommender Angst oder Stress zu sensibilisieren, so dass er Stresssituationen und damit verbundene Verhaltensreaktionen frühzeitig erkennt und anders darauf reagieren kann. Die Analyse des Stressgeschehens geschieht mittels des SORKC-Modells.

### Übungsphase
In der Übungsphase werden dem Klienten mehrere Methoden vermittelt, mit deren Hilfe er aufkommende Angst- und Stressreaktionen kontrollieren kann. In dieser Phase werden Informationen über problematische Situationen und die Stressreaktionen des Klienten gesammelt, aber auch  Bewältigungsreaktionen, bspw. Entspannungstrainings (wie die Progressive Muskelrelaxation nach Edmund Jacobson) erlernt. Eventuell können auch weitere Strategien wie Atemkontrolle, Rollenspiele oder Gedankenstop zur Anwendung kommen. Besonders wichtig sind nach Meichenbaum jedoch die kognitiven Bewältigungsmechanismen.
Die Übungsphase ist in vier, sich zeitlich überlappende, Schritte gegliedert:
- Vorbereitung auf einen Stressor: dient der Orientierung und der  Klarstellung, was zu tun ist. Beispiele: „Mach dir keine Sorgen.“, „Denke lieber nach, was du tun kannst.“
- Konfrontation mit dem Stressor: Der Klient soll sich daran erinnern, was er angesichts einer stressenden Situation tun sollte, z. B. sich in kleinen Schritten der Situation aussetzen, sich entspannen, nicht in Panik verfallen usw. Beispiel: „Du kannst die Situation bewältigen! Immer eins nach dem anderen.“, „Jetzt nicht in Panik geraten!“, „Atme durch und entspanne dich!“
- Gefühl der Überwältigung: Der Ernstfall wird vorweggenommen und die drohende Panik vorgestellt. Beispiel: „Die Angst ist zwar nicht abzuschalten, aber du kannst damit umgehen.“, „Die Angst ist zu ertragen.“
- Selbstverstärkung: Die Selbstverstärkung soll dazu dienen, das Bewältigungsverhalten im Verhaltensrepertoire der Person zu stabilisieren. Beispiel: „Es hat geklappt.“, „Du hast es geschafft.“, „Prima! Du machst Fortschritte.“

Nach Meichenbaum ist es wichtig, eine für die Klienten individuell günstige Formulierung zu suchen und nicht starre Sätze vorzugeben. Die Erarbeitung erfolgt gemeinsam mit dem Klienten u. a. durch die Modellvorgabe.
Die erlernten Strategien werden dann in einer exemplarischen Problemsituation eingeübt (z. B. in einer vorgestellten oder künstlich hergestellten Stresssituation).

### Anwendungsphase
In der Anwendungsphase erprobt der Klient die neu erworbenen Bewältigungsfertigkeiten in realen und vielfältigen Belastungssituationen. Die Stresssituationen werden in der Regel „gestuft“ aufgesucht und unter Einsatz von Selbstverbalisation vom Klienten bewältigt. Ziel der Anwendungsphase ist, dem Klienten eine gewisse Flexibilität im Umgang mit realen Problemsituationen beizubringen. Es wird  davon ausgegangen, dass der Klient in der Übungsphase Bewältigungsreaktionen erlernt hat, die für reale Belastungssituationen eine schützende Immunisierung ausüben. Aus diesem Grund wird das Verfahren als Stressimpfung bezeichnet.

## Anwendungsbereiche
Ursprünglich wurde das Stressimpfungstraining zur Kontrolle von Stress- und Belastungssituationen entwickelt. Mittlerweile wird es jedoch auch in anderen Bereichen eingesetzt, wie bspw. in der Verhaltensmedizin oder zur Prävention innerhalb von Gruppen, die häufig starkem Stress ausgesetzt sind, beispielsweise Polizisten oder Feuerwehrmännern oder zur Gesundheitsförderung.
Das Stressimpfungstraining lasse sich laut Jungnitsch (1992) auch für die Bewältigung von Schmerzattacken im Rahmen rheumatischer Erkrankungen adaptieren. Es gebe mehrere Studien, die die Wirksamkeit zur Stressbewältigung, Angstbewältigung und zur Behandlung von PTSD belegen.

## Kritik
Der Begriff der Selbstverbalisation wird eher unscharf zur Kennzeichnung einer Reihe ganz unterschiedlicher kognitiver Inhalte verwandt. Auch herrscht eine begriffliche Unklarheit in seinem Konzept vor, da Meichenbaum die Begriffe „Selbstverbalisation“, „inneres Sprechen“, „innerer Monolog“, „verbales Bewältigungsverhalten“, „Kognitionen“ und „Überzeugungen“ in verschiedenen Veröffentlichungen nahezu synonym verwendet. Zudem liefert Meichenbaum für seinen Ansatz, im Gegensatz zu denen von Aaron T. Beck oder Albert Ellis, keinen zusammenfassenden theoretischen Rahmen, aus dem eine nähere Spezifizierung der Therapieziele, z. B. in Bezug auf angemessene Selbstverbalisation, ableitbar wäre. Meichenbaum gibt keinerlei Kriterien an, was eine „dysfunktionale“ Kognition kennzeichnet. Weiter gibt es keine empirischen Befunde, die die Evidenz des Stressimpfungstraings untermauern.